# Neukirchen (Ostholstein)
Neukirchen település Németországban, Schleswig-Holstein tartományban. Lakosainak száma 1159 fő (2023. december 31.).

## Népesség
A település népességének változása:
| Lakosok száma | 1074 | 1198 | 1175 | 1185 | 1175 | 1159 |
|               | 1975 | 2017 | 2019 | 2021 | 2022 | 2023 |